# Monica Lanz

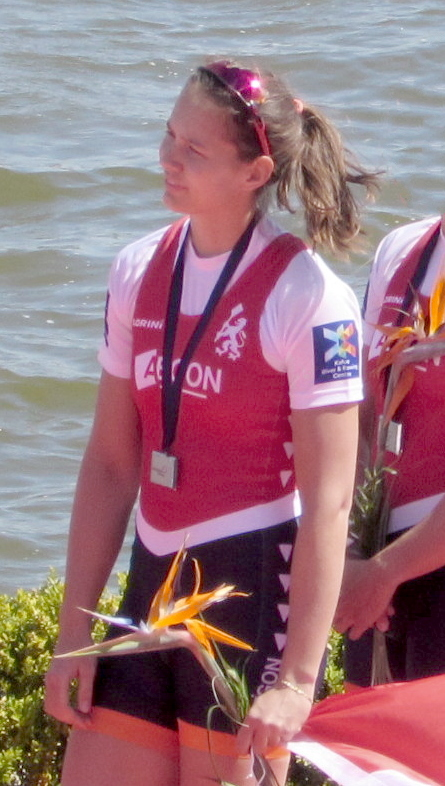
Monica Lanz bei der Siegerehrung der Ruder-EM 2016

Monica Lanz (* 8. April 1991 in Zwartsluis, Zwartewaterland) ist eine niederländische Ruderin. Von 2015 bis 2018 gewann sie mit dem Achter drei Silbermedaillen und eine Bronzemedaille bei Europameisterschaften.

## Sportliche Karriere
Die 1,80 m große Monica Lanz gewann 2012 eine Bronzemedaille im Achter bei den U23-Weltmeisterschaften. Im Jahr 2013 trat sie in zwei Bootsklassen an, im Achter belegte sie den sechsten Platz, im Vierer ohne Steuerfrau den fünften Platz.
2014 nahm sie mit dem Achter an den Weltmeisterschaften in der Erwachsenenklasse teil und belegte den achten Platz. 2015 gewann der Achter mit Monica Lanz die Silbermedaille bei den Europameisterschaften hinter den Russinnen. Zum Saisonabschluss belegte der Achter den sechsten Platz bei den Weltmeisterschaften 2015 und verpasste damit die direkte Olympiaqualifikation. In der Olympiasaison 2016 gewann der niederländische Achter bei der Weltcupregatta in Varese. Nach dem zweiten Platz bei den Europameisterschaften qualifizierte sich die Crew in Luzern als letztes Boot für die Olympischen Spiele in Rio de Janeiro. Dort erreichten die Niederländerinnen den sechsten Platz.
2017 ruderte Lanz im Weltcup im Vierer und gewann die Regatta in Belgrad. Bei den Europameisterschaften 2017 belegte sie mit dem Achter den zweiten Platz hinter den Rumäninnen. Vier Monate nach den Europameisterschaften trat Lanz bei den Weltmeisterschaften in Sarasota im Vierer und im Achter an und belegte wie bei den U23-Weltmeisterschaften 2013 den fünften Platz im Vierer und den sechsten Platz im Achter. Bei den internationalen Meisterschaften trat Monica Lanz 2018 nur im Achter an. Sie gewann die Bronzemedaille bei den Europameisterschaften in Glasgow und erreichte den vierten Platz bei den Weltmeisterschaften in Plowdiw. Ebenfalls den vierten Platz belegte der niederländische Achter bei den Europameisterschaften 2019, bei den Weltmeisterschaften 2019 verpasste der Achter den Einzug ins A-Finale und belegte den achten Platz.